# Diamara Planell
Diamara Rosaura Planell Cruz (* 16. Februar 1993 in San Juan) ist eine puerto-ricanische Leichtathletin, die sich auf den Stabhochsprung spezialisiert hat und in dieser Disziplin aktuell Inhaberin des Landesrekordes ist.

## Sportliche Laufbahn
Erste internationale Erfahrungen sammelte Diamara Planell im Jahr 2012, als sie bei den Juniorenweltmeisterschaften in Barcelona mit übersprungenen 3,85 m in der Qualifikationsrunde ausschied. Im Jahr darauf belegte sie bei den Zentralamerika- und Karibikmeisterschaften (CAC) in Morelia mit derselben Höhe den vierten Platz und im selben Jahr begann sie ein Studium an der University of Washington in den Vereinigten Staaten. 2014 gewann sie bei den Zentralamerika- und Karibikspielen in Xalapa mit 4,15 m die Silbermedaille hinter der Kubanerin Yarisley Silva und im Jahr darauf gelangte sie bei den Panamerikanischen Spielen in Toronto mit 4,15 m auf den zehnten Platz. 2016 gewann sie bei den Ibero-Amerikanischen Meisterschaften in Rio de Janeiro mit 4,30 m die Silbermedaille hinter der Brasilianerin Fabiana Murer und anschließend nahm sie an den Olympischen Sommerspielen ebendort teil und schied dort mit 4,15 m in der Qualifikationsrunde aus. 2019 belegte sie bei den Panamerikanischen Spielen in Lima mit übersprungenen 3,95 m den neunten Platz und 2022 gelangte sie bei den Ibero-Amerikanischen Meisterschaften in La Nucia mit 4,10 m auf den fünften Platz. Anschließend wurde sie bei den NACAC-Meisterschaften in Freeport mit 3,90 m Siebte. Im Jahr darauf klassierte sie sich bei den Zentralamerika- und Karibikspielen in San Salvador mit 4,10 m auf dem vierten Platz.
2013 wurde Planell puerto-ricanische Meisterin im Stabhochsprung.